# Florian Flick
Florian Flick (* 1. Mai 2000 in Mannheim) ist ein deutscher Fußballspieler. Er steht beim 1. FC Nürnberg unter Vertrag.

## Karriere

### Anfänge in Mannheim
Flick wuchs in Olfen, einem Dorf im hessischen Odenwald auf und wurde seit 2015 als Innenverteidiger in der Jugendabteilung des SV Waldhof Mannheim ausgebildet. Im August 2018 unterschrieb er einen Vertrag für die erste Mannschaft des Vereins, der eine Laufzeit bis zum 30. Juni 2020 hatte.
Am 23. September 2019 gab er beim Spiel des SV Waldhof gegen den KFC Uerdingen sein Profidebüt in der 3. Liga. Am 14. Juni 2020 erzielte Flick in der 74. Spielminute gegen die zweite Mannschaft des FC Bayern München sein erstes Tor als Profi.

### FC Schalke 04
Zur Saison 2020/21 unterschrieb er einen Vertrag für die zweite Mannschaft des FC Schalke 04, der eine Laufzeit bis zum 30. Juni 2022 hatte. In der Regionalligamannschaft etablierte sich Flick auf Anhieb als Stammspieler. Nach 23 Einsätzen, bei denen er stets von Beginn an spielte und ein Tor erzielte, nominierte ihn der neue Cheftrainer der Profimannschaft, Dimitrios Grammozis, Anfang März 2021 für den Spieltagskader eines Bundesligaspiels. Bei der 4:2-Auswärtsniederlage gegen die TSG Hoffenheim gab Flick sein Bundesligadebüt von Anfang an und spielte durch. Er ist damit der 37. Spieler, den Schalke in der Saison einsetzte – ein Liga-Rekord innerhalb einer Saison, der durch die Einwechselungen von Jimmy Kaparos und Levent Mercan als 38. und 39. eingesetztem Spieler weiter ausgebaut wurde. Im dritten Einsatz am 15. Mai 2021 beim 4:3-Heimerfolg gegen Eintracht Frankfurt erzielte er sein erstes Bundesligator zum zwischenzeitlichen 3:2. Insgesamt spielte Flick viermal in der Bundesliga und stieg am Ende der Saison 2020/21 mit Schalke in die 2. Bundesliga ab.
Zur folgenden Saison 2021/22 unterschrieb Flick einen Profivertrag mit einer Laufzeit bis zum 30. Juni 2023. Im Februar 2022 verlängerte er diesen Vertrag um ein Jahr.

### 1. FC Nürnberg
Zum 1. Januar 2023 wechselte Flick bis zum Ende der Saison 2022/23 auf Leihbasis zum Zweitligisten 1. FC Nürnberg. Anfang August wurde er vom 1. FC Nürnberg fest verpflichtet.

### Nationalmannschaft
Am 7. Juni 2022 bestritt Florian Flick im EM-Qualifikationsspiel in Łódź gegen Polen sein einziges Länderspiel für die deutschen U21-Junioren.

## Erfolge
SV Waldhof Mannheim
- Meister der Regionalliga Südwest: 2019
- Badischer Pokalsieger: 2020

FC Schalke 04
- Deutscher Zweitligameister: 2022